# Pirchaghi
Pirchaghi (aussi, Pirchaga) est une municipalité à 34 km de la gare de Bakou, en Azerbaïdjan. Situé sur la côte nord d'Absheron, il se trouve dans la ville Sabunçu de Bakou.  On l'appelle Pirchaghi (le chah des fêtes) car c'était initialement une colonie où les pèlerins se rassemblaient. Station balnéaire, elle est considérée comme l'une des plus anciennes colonies d'Absheron. Elle a une population de 4 826 habitants.

## Sites touristiques
Pirshagi est célèbre pour ses plages de sable "poussière d'or" et ses raisins et figues. Il existe de nombreux monuments architecturaux à Pirchaghi, notamment une mosquée du XIXe siècle, un ancien bain public et un pir appelé "Pirchagi tataz piri". Le climat local et le sable sont considérés comme curatifs, ce qui explique pourquoi de nombreux membres de l'élite azerbaïdjanaise ont leurs résidences d'été dans la ville, y compris celles du compositeur Gara Garayev, du chanteur Bulbul, de l'artiste Elbay Rzaguliyev, de l'acteur Agasadikh Garaybeyli et de bien d'autres. De nos jours, la colonie attire chaque été de nombreux vacanciers azerbaïdjanais et internationaux.